# Ernst Wiessner
Ernst Wiessner (ur. 1 grudnia 1894, zm. 7 czerwca 1917) – niemiecki as myśliwski z czasów I wojny światowej z 5 potwierdzonymi zwycięstwami powietrznymi.
Ernst Wiessner służył od początku wybuchu wojny. Do armii zgłosił się na ochotnika i został przydzielony do 54 Pułku Artylerii Polowej. Do lotnictwa został skierowany w kwietniu 1916 roku. Przeszedł szkolenia w Fliegerersatz Abteilung Nr. 8 w Grudziądzu, Fliegerersatz Abteilung Nr. 10 w Böblingen oraz Fliegerersatz Abteilung Nr. 7 w Kolonii. Następnie przeszedł szkolenie w Jastaschule.
W styczniu 1917 roku został przydzielony do jednostki frontowej FAA250, w której służył do kwietnia. Następnym przydziałem była eskadra myśliwska Jagdstaffel 18. W jednostce odniósł 5 pewnych i jedno niepotwierdzone zwycięstwo. Zginął zestrzelony przez pilotów z 20 Squadron 7 czerwca 1917 roku.
Został pochowany na cmentarzu Ohlsdorfer Friedhof w Hamburgu.